# Komise pro cenné papíry
Komise pro cenné papíry (zkratka KCP) byl ústřední orgán státní správy, který existoval v České republice od 1. dubna 1998 do 31. března 2006. Úkolem Komise pro cenné papíry byl výkon státního dozoru nad kapitálovým trhem. Jejím úkolem byla zejména ochranu investorů, rozvoj kapitálového trhu a osvěta veřejnosti. Od roku 2006 její činnost převzala Česká národní banka.

## Historie
Komise pro cenné papíry vznikla na základě zákona č. 15/1998 Sb. a převzala činnosti, které do té doby vykonávalo Ministerstvo financí České republiky. Sídlo měla v Praze. Orgány komise byly prezidium komise a předseda komise. Prezidium se skládalo z předsedy a 4 členů. Odvolávat či jmenovat prezidium mohl jen prezident a to na návrh vlády, jejich funkční období bylo pětileté a mohli být zvoleni pouze 2 funkční období po sobě. Prezidium rozhodovalo hlasováním nadpoloviční většinou.
Funkce předsedy a člena prezidia nebyla slučitelná s funkcí poslance či senátora, soudce, státního zástupce, jakékoli funkce ve státní správě či funkce člena orgánů řízení samosprávy. Výdaje na činnost se hradily ze státního rozpočtu České republiky. Ve státním rozpočtu měla samostatnou rozpočtovou kapitolu.
Posláním komise bylo starat se o rozvoj a ochranu kapitálového trhu. Jako hlavní cíle si stanovila ochranu investorů, rozvoj kapitálového trhu a osvětu a informovanost veřejnosti (např. vydáváním Věstníku Komise pro cenné papíry).
1. dubna 2006 došlo ke sloučení bankovního dohledu vykonávaného do té doby Českou národní bankou s dozorem nad kapitálovým trhem, dozorem v pojišťovnictví a penzijním připojištění vykonávaným Ministerstvem financí a Úřadem pro dohled nad družstevními záložnami. V současné době je dohled nad celým finančním trhem prováděn v České národní bance.

### Vedené seznamy
- Seznam obchodníků s cennými papíry,
- seznam makléřů,
- seznam organizátorů mimoburzovního trhu,
- seznam osob provádějících vypořádání obchodů s cennými papíry,
- tiskáren oprávněných k tisku veřejně obchodovatelných cenných papírů,
- seznam investičních společností, podílových fondů, investičních fondů,
- seznam nucených správců a likvidátorů investičních společností a investičních fondů,
- depozitář investičních společností, investičních fondů a penzijních fondů,
- seznam penzijních fondů,
- seznam pojišťoven.